# Jabłonna (powiat węgrowski)
Jabłonna – wieś w Polsce położona w województwie mazowieckim, w powiecie węgrowskim, w gminie Grębków. Ma status sołectwa.
| SIMC    | Nazwa            | Rodzaj    |
| ------- | ---------------- | --------- |
| 0672076 | Kolonia Jabłonna | część wsi |

Wierni Kościoła rzymskokatolickiego należą do parafii św. Bartłomieja Apostoła w Grębkowie.
W latach 1975–1998 miejscowość należała administracyjnie do województwa siedleckiego.